# آستین ۸

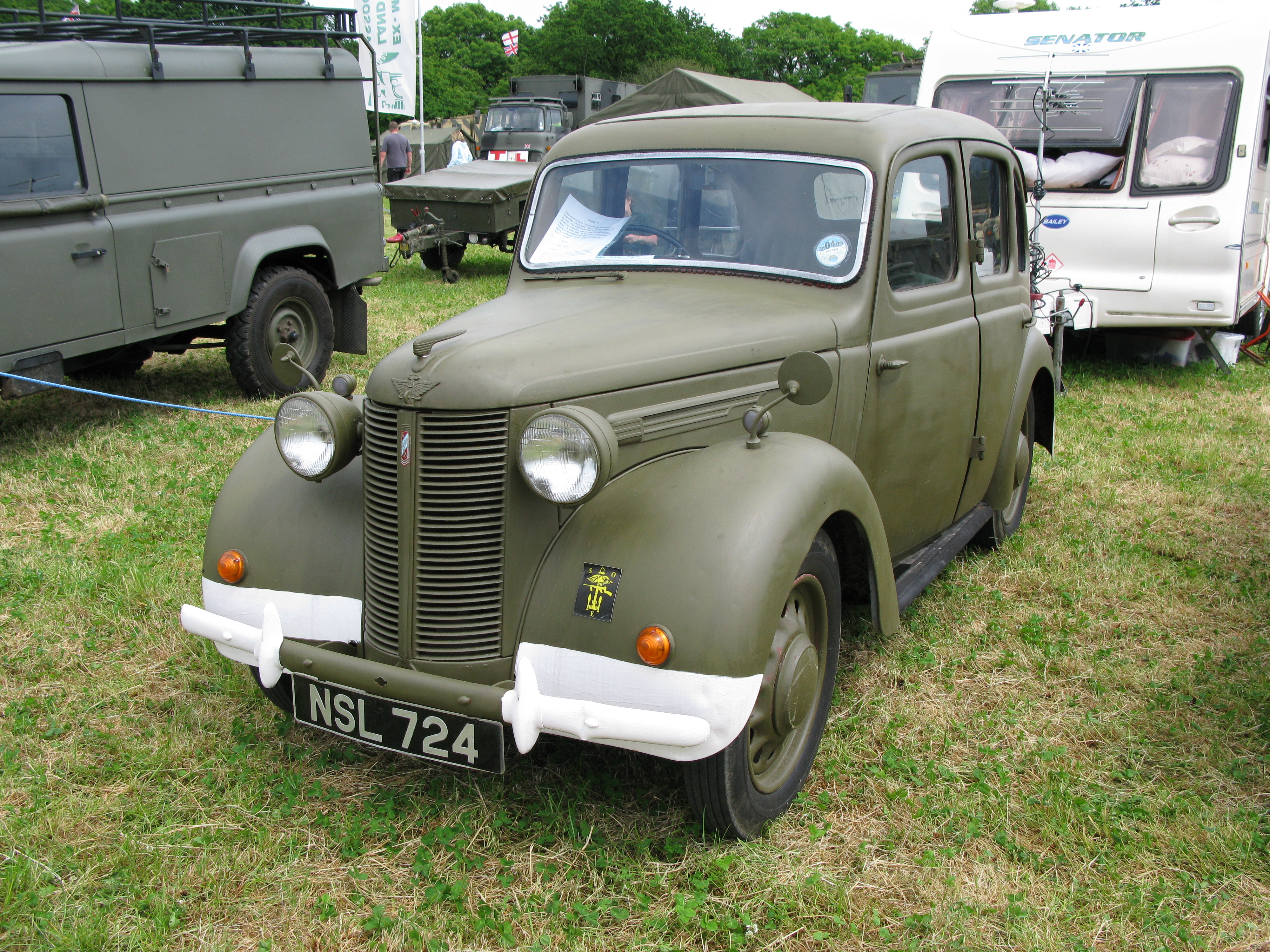

آستین ۸ (Austin ۸) خودرویی است که در سال‌های ۱۹۳۹ تا ۱۹۴۷۵۶،۱۰۳ madeتولید شده‌است. 
موتور آن ۹۰۰ سی‌سی سیستم جعبه‌دندهٔ آن ۴ دنده به صورت دستی است.

## نگارخانه

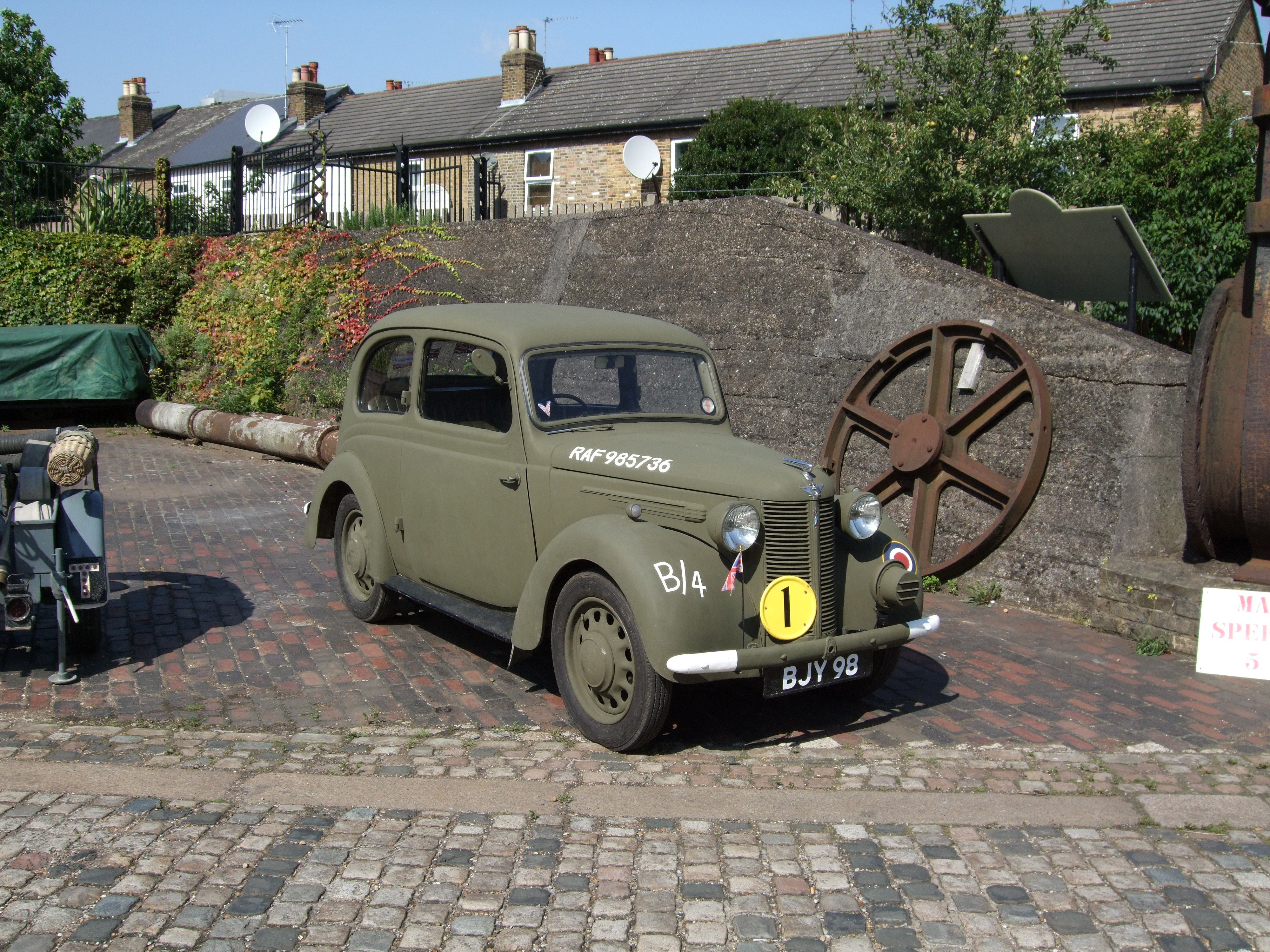
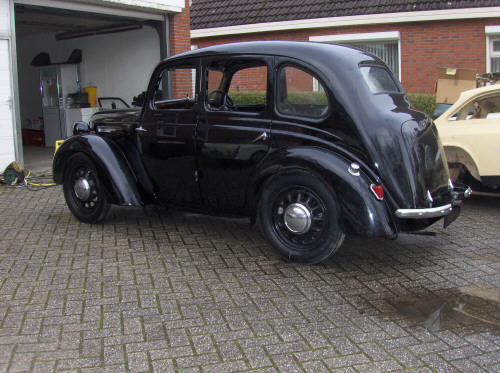
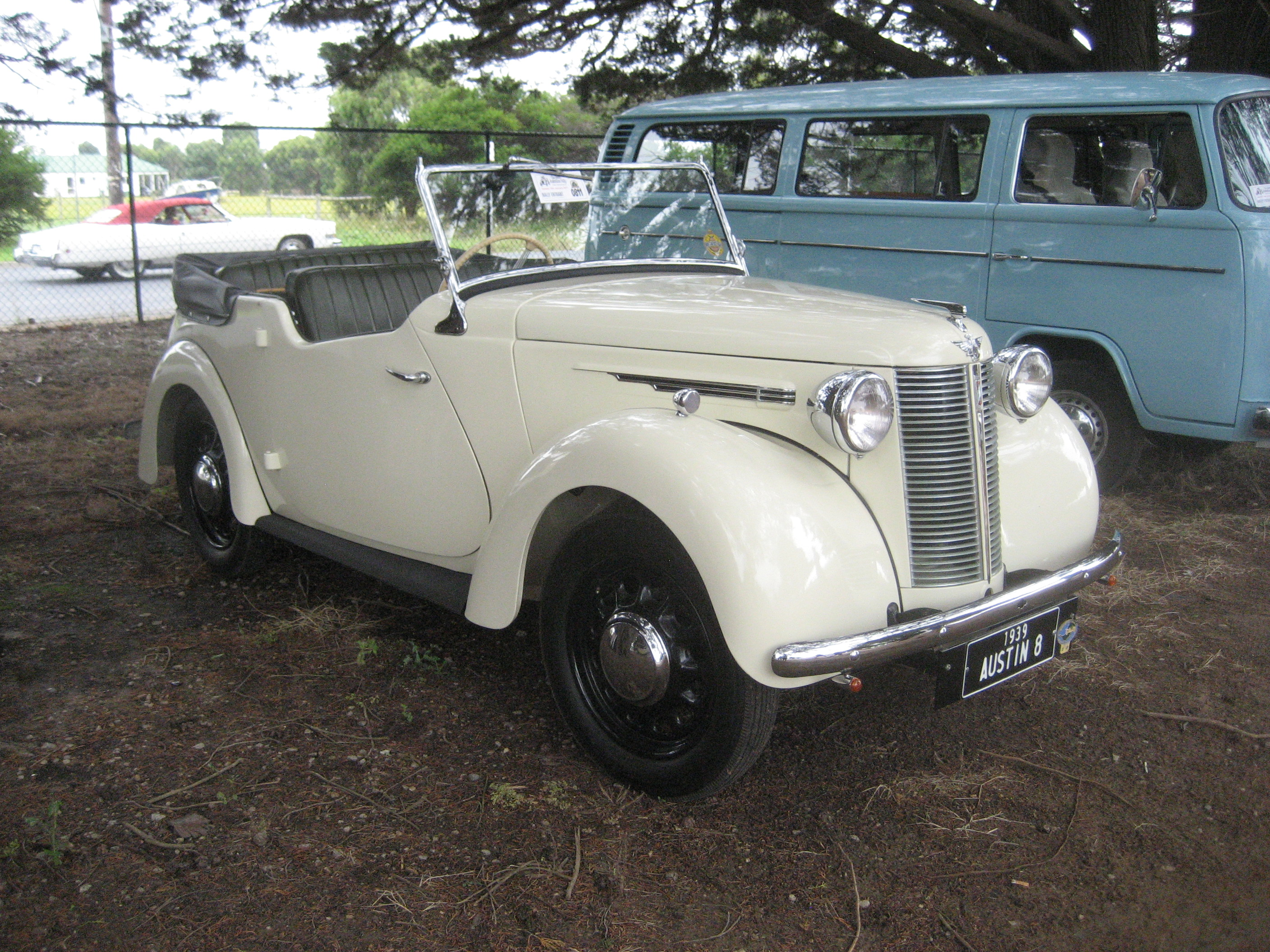
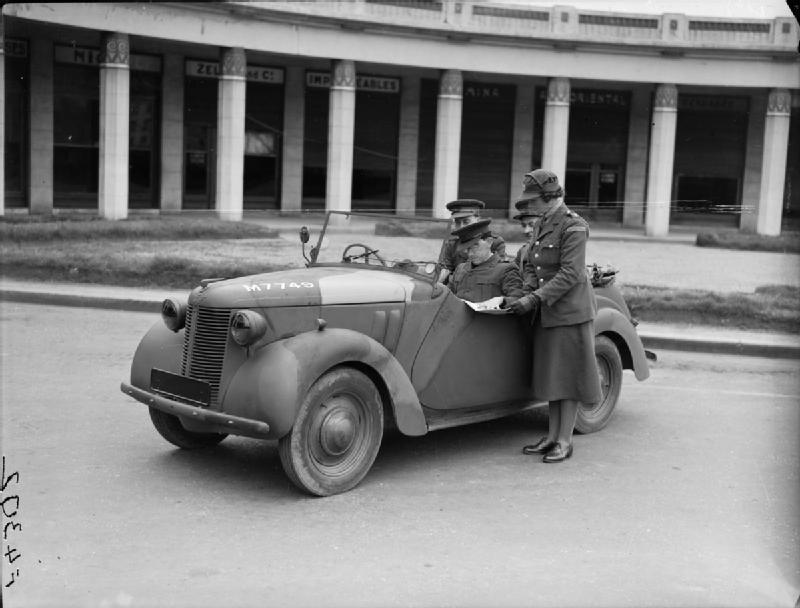